# Joseph Aspdin
Joseph Aspdin (sinh tháng 12 năm 1778, mất ngày 20 tháng 03 năm 1855) là thợ xây người Anh người có bằng sách chế xi măng Portland vào ngày 21 tháng 10 năm 1824. Ông là anh cả trong gia đình có sáu người con với cha là Thomas Aspdin, một thợ xây gạch sống ở quận Hunslet, Leeds, Yorkshire. Ông tham gia việc làm ăn của cha, và cưới vợ tên là Mary Fotherby tại nhà thờ Parish thánh Peter tại Leeds vào ngày 21 tháng 05 năm 1811.

## Bằng sáng chế

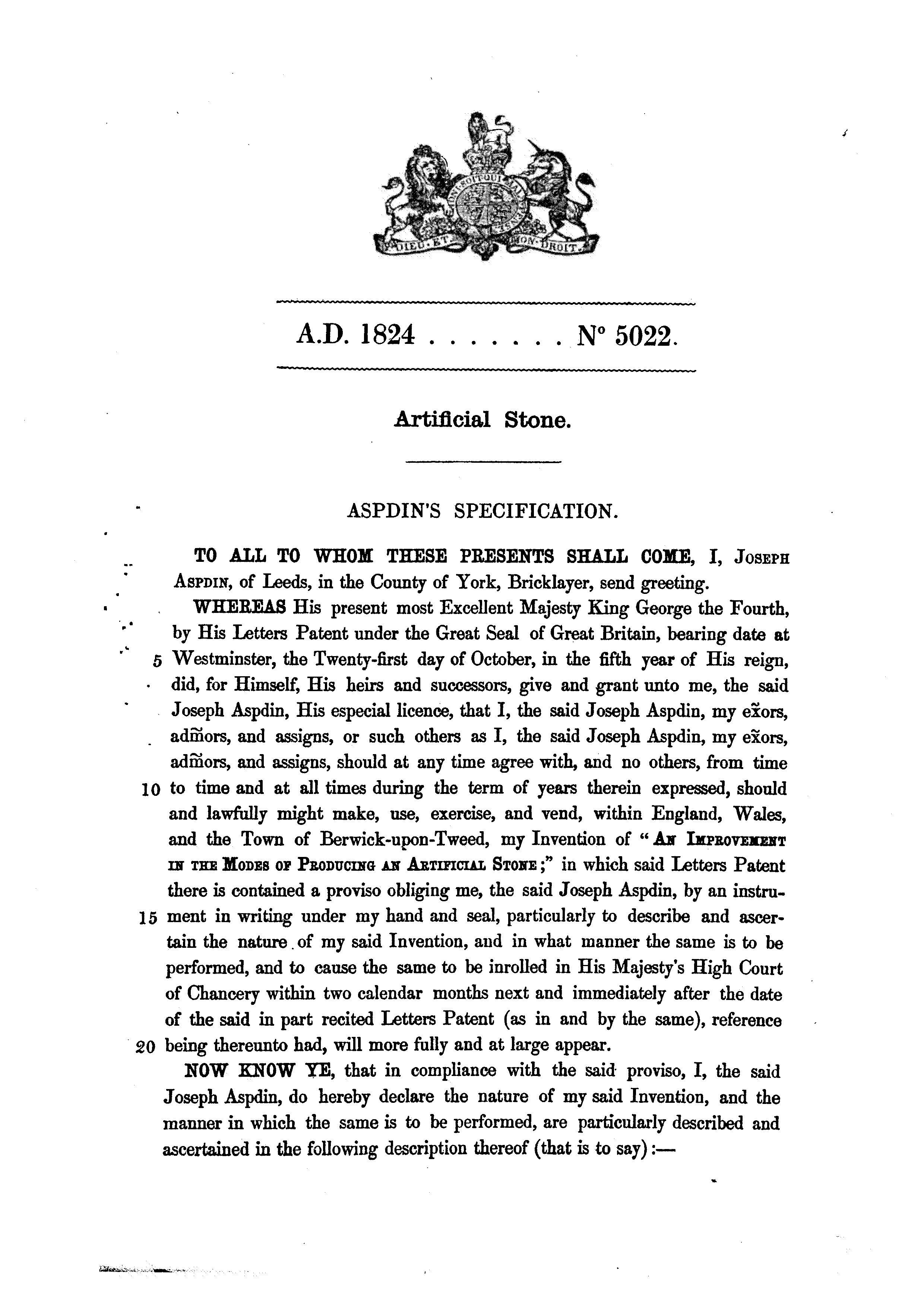
Bằng sáng chế nr. BP 5022, "Cải thiện các phương thức sản xuất đá nhân tạo", Joseph Aspdin, 21.10.1824, trang 1/2
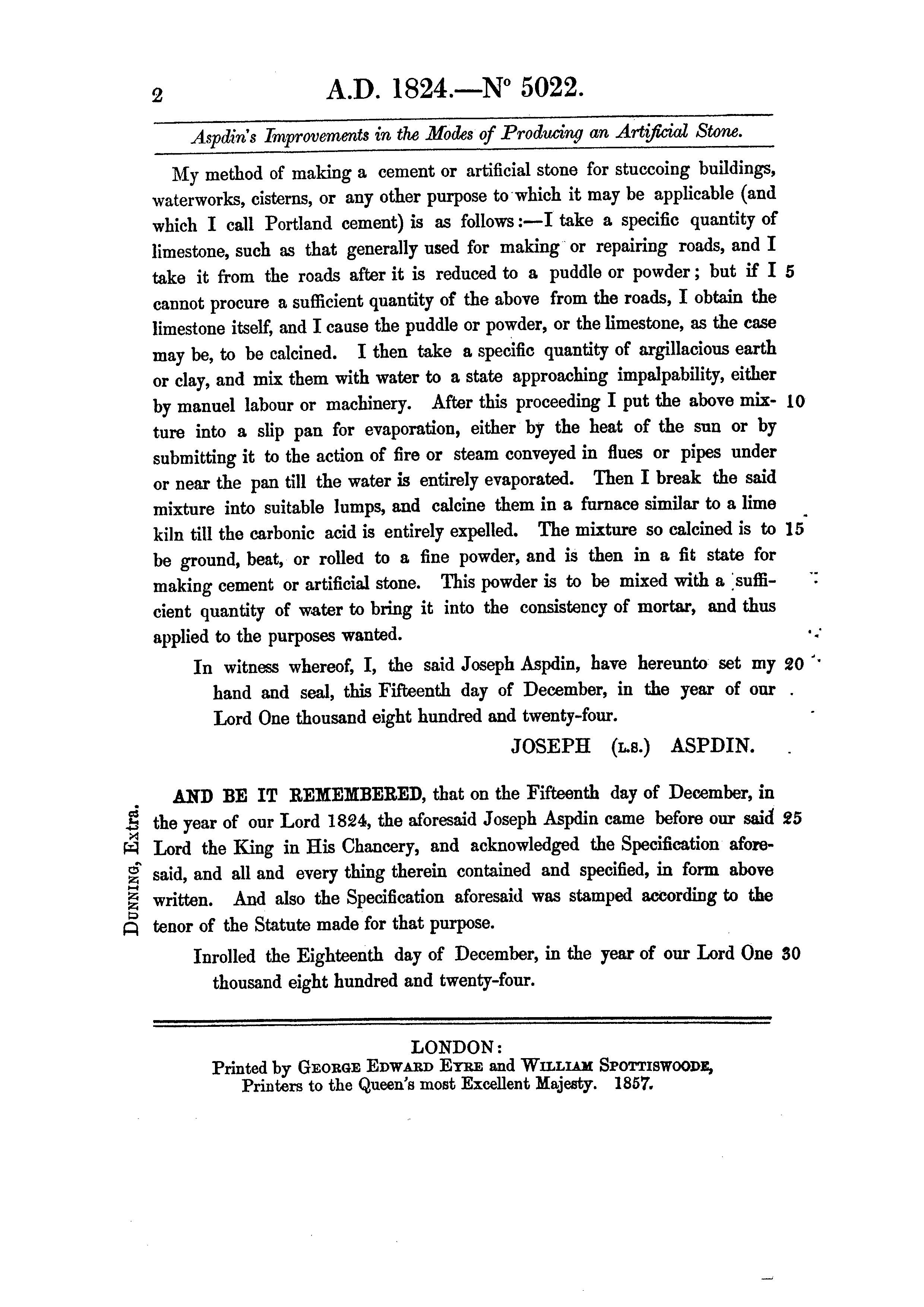
Bằng sáng chế nr. BP 5022, "Cải thiện các phương thức sản xuất đá nhân tạo", Joseph Aspdin, 21.10.1824, trang 2/2